# Catedral basílica de San Lorenzo (Santa Cruz de la Sierra)
La Catedral basílica menor de San Lorenzo Mártir, conocida también como Catedral basílica de San Lorenzo o Catedral metropolitana de Santa Cruz de la Sierra, es el principal templo católico en la ciudad de Santa Cruz de la Sierra. Está situada en el centro de la ciudad, frente a la Plaza 24 de Septiembre.

## Historia
La primera iglesia fue edificada por el mercedario Fray Diego de Porres en tiempos del Virrey Francisco Álvarez de Toledo. En 1770, el Obispo Ramón de Herbosos reconstruyó la iglesia, encomendando al sacristán mayor don Antonio Lombardo la ejecución de las obras.
En 1838, durante  la presidencia del Mariscal Andrés de Santa Cruz, a iniciativa de su vicepresidente José Miguel de Velasco, el viejo templo fue sustituido por una nueva iglesia de estilo ecléctico, proyectada por el arquitecto francés Felipe Bertrés. La consagración de la catedral se realizó el 18 de agosto de 1915.

## Características

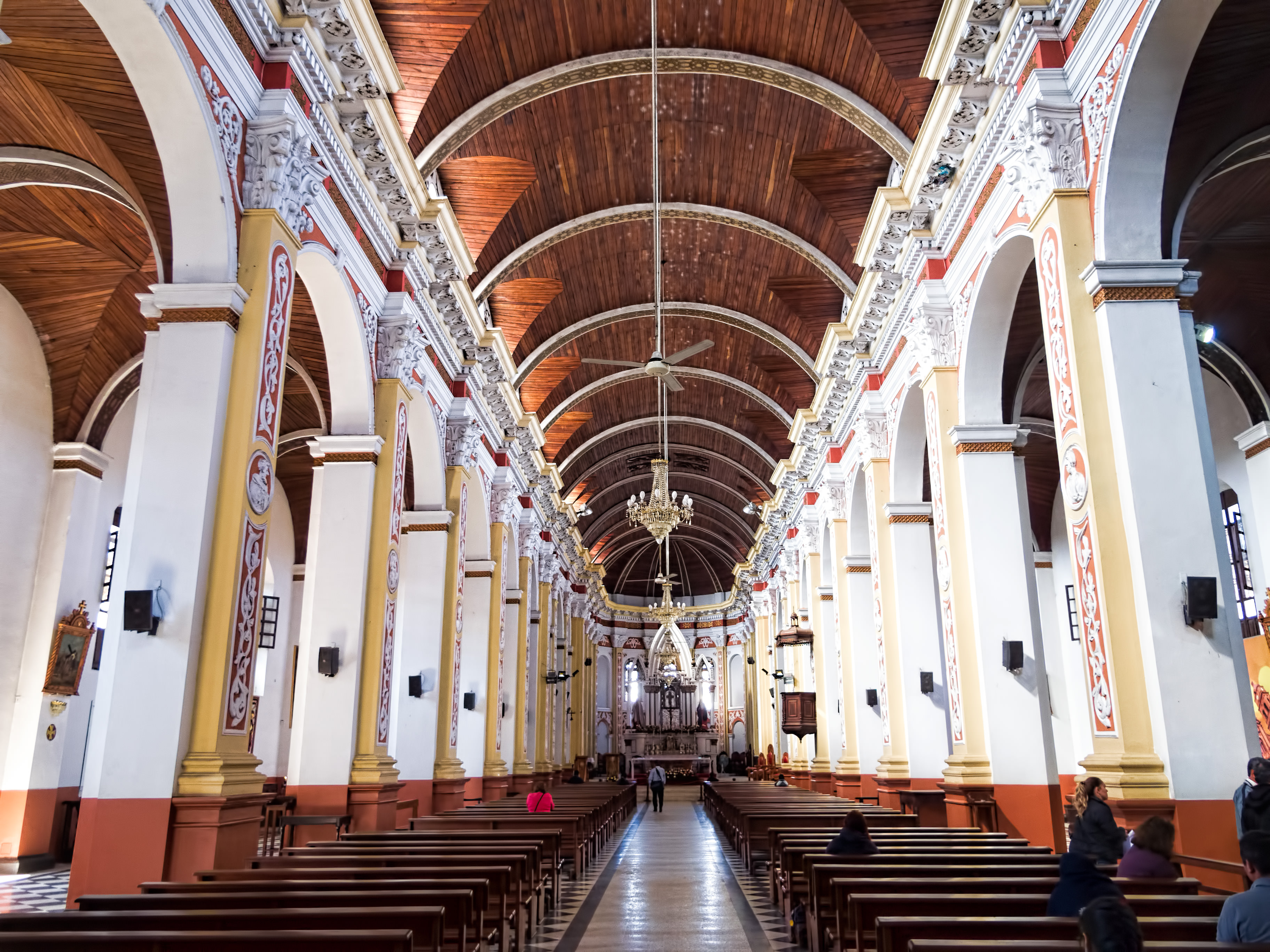
Nave central de la Basílica

Es notable por sus bóvedas de madera y por la decoración pictórica que las cubre. En el altar mayor se conserva una parte del recubrimiento original de plata labrada de la misión jesuítica de San Pedro de Moxos. También se exhiben cuatro relieves escultóricos que provienen de la misma misión.

### Fachada
La Catedral fue objeto de restauración en su fachada en la segunda mitad del siglo XX, en este proceso se removió el revoque de cal y arena para dejar al descubierto las piezas de ladrillo cerámico que dan forma a cada detalle arquitectónico, tras la remoción se aplicaron aditivos para garantizar su conservación.
La imagen característica de la catedral con sus ornamentos, cornisas y relieves en ladrillo, son producto de esa intervención.

### Planos actualizados
En 2015 la facultad de Arquitectura de la UPSA hizo entrega de planos elaborados de la catedral al Monseñor Gualberti.